# اود مولی
اود مولی (انگلیسی: Odd Molly) شرکت پوشاک سوئدی است، که در سال ۲۰۰۲ تأسیس شد.